# Jeff Pope
Jeff Pope – brytyjski scenarzysta i producent filmowy.

## Filmografia
kariera scenarzysty
seriale
- 2007: City Lights
- 2012: Mrs Biggs

film
- 1992: Złoto głupców
- 1993: The Magician
- 1997: The Place of the Dead
- 2000: Chłopcy z Essex
- 2004: Dirty Filthy Love
- 2005: Pierrepoint: Ostatni kat
- 2009: The Fattest Man in Britain
- 2010: Come Rain Come Shine
- 2013: Tajemnica Filomeny

kariera producenta
seriale
- 2011: U boku oskarżonego
- 2012: Mrs Biggs

film
- 1992: Złoto głupców
- 1993: The Magician
- 1996: The One That Got Away
- 1997: The Place of the Dead
- 2000: This Is Personal: The Hunt for the Yorkshire Ripper
- 2000: Chłopcy z Essex
- 2005: Pierrepoint: Ostatni kat
- 2005: Planespotting
- 2007: Joanne Lees: Murder in the Outback
- 2009: The Fattest Man in Britain
- 2010: Come Rain Come Shine
- 2010: Mo

## Nagrody i nominacje
Został uhonorowany nagrodą BAFTA i nagrodą Festiwalową, a także otrzymał nominację do nagrodą Critics’ Choice, nagrody Satelity, nagrody Złotego Globu, nagrody BIFA, Oscara i nagrody BAFTA.